# 貝尼·潔瑟睿德女修會
貝尼·潔瑟睿德女修會（英語：Bene Gesserit）是弗兰克·赫伯特的《沙丘》小說系列中一个重要的宗教和政治組織。貝尼·潔瑟睿德女修會的成員通常被外界稱為“女巫”，且貝尼·潔瑟睿德女修會的成员透過多年的神經和肌肉調控訓練（Mental condition）以训练自己的身心（稱為「Prana-Bindu訓練」），並借此獲得非凡的能力。當一個貝尼·潔瑟睿德學徒通過「香料磨難」而具備完整能力後，其成员將被称为聖母（Reverend Mothers）。